# Echinanthera melanostigma
Espèce
Synonymes
- Natrix melanostigma Wagler, 1824

Echinanthera melanostigma  est une espèce de serpents de la famille des Dipsadidae.

## Répartition
Cette espèce est endémique du Brésil. Elle se rencontre dans les États de Bahia, d'Espírito Santo, du Minas Gerais, de Rio de Janeiro et de São Paulo.

## Publication originale
- Wagler, 1824 : Serpentum Brasiliensium species novae, ou histoire naturelle des espèces nouvelles de serpens. in Jean de Spix, Animalia nova sive species novae, p. 1-75 (texte intégral).